# Spacemonkeyz
Spacemonkeyz (également appelé Space Monkeyz ou Spc Mnkyz) est un groupe de musique composé de Darren Galea, Richie Stevens et Dodds Gavin. Ils se sont formés lorsque Galea a créé un remixe dub de la chanson Tomorrow Comes Today du groupe Gorillaz sous le nom de Tommorow Dub.Le fondateur de Gorillaz, Damon Albarn, a tellement aimé le remixe que la chanson a été publiée avec le single de Tomorrow Comes Today en tant que face-B et a demandé à Galea de remixer l'album entier, c'est-à-dire le premier album éponyme du groupe, Gorillaz (2001). Les remixes sortirent sur un album, Laika Come Home, le 1er juillet 2002. Le seul single tiré de l'album, Lil 'Dub Chefin' a atteint la 73e position sur les UK Singles Chart.
Ils ont également écrit et composé une chanson avec le chanteur taïwanais Stanley Huang, Spacemonkeyz Theme, qui apparait comme face-B du single Lil 'Dub Chefin', et ont fait un remix du single Mensch de Herbert Grönemeyer, qui apparait en tant que face-B de ce single.
Comme Gorillaz, tous les membres du groupe ont un double virtuel et leur propre histoire. Selon la biographie fictive de Gorillaz Rise of the Ogre (en),  le groupe est un équipage de singes utilisés dans des tests qui les ont envoyés dans l'espace, où ils remixèrent des chansons de Gorillaz volées dans leur studio sans leur permission.

## Discographie
Albums
- 2002 : Spacemonkeyz vs Gorillaz - Laika Come Home

Singles
- 2002 : Remixe de la chanson M1A1 de Gorillaz appelé Lil 'Dub Chefin'
- 2002 : Remixe de la chanson Mensch de Herbert Grönemeyer appelé Mnsch Spc Mnkyz Rmx